# Animales peligrosos: Australia
Animales peligrosos: Australia (72 Dangerous Animals Australia en inglés) es una serie documental australiana de 12 capítulos producida por Showrunner Productions y emitida en 2014.

## Argumento
En cada capítulo se presentaba una selección de animales encontrados en Australia, con muestras de video, imágenes, opiniones de expertos, testimonios de testigos oculares y de víctimas de la vida real, cada animal es completamente investigado para determinar cuán poderoso y potencialmente mortal puede ser. Al final de cada capítulo se seleccionaba un ganador entre las especies aparecidas, el cual era el animal más amenazante hacia la gente, y se realizaba una clasificación de los 10 animales más peligrosos aparecidos hasta el momento para así llegar a un conteo final que mostraba a los 20 animales más peligrosos del país.

## Episodios
A continuación se muestran las especies presentadas en el programa, en orden de aparición y la posición que obtuvieron en el episodio de acuerdo a su potencial de amenaza hacia los humanos.

### "Aguas peligrosas"(Risky Waters)
- Cocodrilo de Johnston (tercer lugar)
- Serpiente café australiana (segundo lugar)
- Tiburón sarda (primer lugar)
- Sapo de caña (sexto lugar)
- Irukandji (cuarto lugar)
- Pez sierra (quinto lugar)

### Rapidos y furiosos(Fast and Furious)
- Ornitorrinco (sexto lugar)
- Araña de tela de embudo de sidney (segundo lugar)
- Pez gato australiano (quinto lugar)
- Oruga de la picazón (cuarto lugar)
- Serpiente gwardar (primer lugar)
- Búfalo de agua (tercer lugar)

### "Vivo o muerto"(Dead or Alive)
- Caracol cono (primer lugar)
- Canguro (tercer lugar)
- Serpiente tigre (segundo lugar)
- Tigre de Tasmania (sexto lugar)
- Anémona de mar (quinto lugar)
- Urraca australiana (cuarto lugar)

### "Diminutos pero aterradores"(Tiny Terrors)
- Tiburón de arrecife (tercer lugar)
- Casuario (quinto lugar)
- Mosquito (primer lugar)
- Pitón oliva (sexto lugar)
- Pez león (cuarto lugar)
- Garrapata de la parálisis (segundo lugar)

### "Asesinos ancestrales"(The Ancient Killer)
- Sepiente oriental marrón (primer lugar)
- Anguila morena (tercer lugar)
- Hormiga toro (quinto lugar)
- Serpiente negra de vientre rojo (cuarto lugar)
- Pulpo de anillos azules (segundo lugar)
- Dingo (sexto lugar)

### "El peor de los miedos"(The Greatest Fear)
- Gran tiburón blanco (primer lugar)
- Araña ratón (cuarto lugar)
- Carabela portuguesa (tercer lugar)
- Escorpión excavador (quinto lugar)
- Gusano de fuego (sexto lugar)
- Jabalí (segundo lugar)

Nota: A partir de este capítulo las serpientes del género Pseudonaja son agrupadas en una sola posición.

### "Criaturas crueles"(Cruel Creatures)
- León marino australiano (segundo lugar)
- Tarántula (cuarto lugar)
- Serpiente arborícola café (sexto lugar)
- Pez piedra (primer lugar)
- Murciélago frutero (tercer lugar)
- Serpiente anillada de Stephens (quinto lugar)

### "Muerte instantanea"(Instant Death)
- Emú (sexto lugar)
- Demonio de Tasmania (quinto lugar)
- Serpiente rey marrón (segundo lugar)
- Lagarto perentio (tercer lugar)
- Monitor de encaje (cuarto lugar)
- Cubomedusa (primer lugar)

### "Animales intimidantes"(Seeing Red)
- Raya venenosa (tercer lugar)
- Hormiga de fuego (quinto lugar)
- Pez globo (cuarto lugar)
- Abeja melífera (primer lugar)
- Cabeza de cobre australiana (segundo lugar)
- Ciempiés gigante (sexto lugar)

### "Bestias en la hierba"(Lurking in the Grass)
- Cangrejo xanthidae (tercer lugar)
- Camello (quinto lugar)
- Serpiente marina (segundo lugar)
- Taipanes (primer lugar)
- Escorpión marmolado (cuarto lugar)

### "Ataques brutales"(Brutal Bites)
- Araña de espalda roja (segundo lugar)
- Pez de cabeza plana (cuarto lugar)
- Cocodrilo de mar (primer lugar)
- Avispa europea (tercer lugar)
- Cangrejo de los cocoteros (quinto lugar)
- Avispa caza tarántulas (sexto lugar)

### "Peligros insospechados"(Unknown Dangers)
- Tiburón tigre (segundo lugar)
- Hormiga saltadora (cuarto lugar)
- Avutarda australiana (sexto lugar)
- Serpiente de Collett (tercer lugar)
- Víbora de la muerte (primer lugar)
- Araña de cola blanca (quinto lugar)

## Clasificación final
Último lugar: Tigre de Tasmania

### Primeros veinte
20.- Irukandji
19.- Búfalo de agua
18.- Araña de espalda roja
17.- Serpiente rey marrón
16.- Víbora de la muerte
15.- Araña de tela de embudo de sidney
14.- Serpiente tigre
13.- Caracol cono
12.- Cocodrilo de Johnston
11.- Garrapata de la parálisis

### Primeros diez
10.- Pez piedra
9.- Pulpo de anillos azules
8.- Serpientes marrones (Oriental marrón, gwardar y café australiana)
7.- Tiburón toro
6.- Mosquito
5.- Taipanes
4.- Abeja melífera
3.- Cocodrilo de mar
2.- Cubomedusa
1.- Gran tiburón blanco